# Цоцев Камен
Цоцев Камен је вулканска стена, археолошко налазиште и геоморфолошка појава у Северној Македонији, 15 km западно од Кратова, седишта истоимене општине. Налази се у близини села Шопског Рудара и Коњуха, готово подједнако удаљен од њих (по 2 km), на десној долинској страни повременог водотока Врлеј (или Врлеј Дол), 1.7 km узводно од његовог ушћа у Криву Реку. Има облик пласта сена, са најмањом надморском висином на западу, према дну долине Врлеја (389 m), а највишом на североистоку (440 m). Име је добио према Цоцевцима, махали разбијеног села Шопског Рудара.
Цоцев камен је релативно приступачан преко неколико путева који се одвајају од регионалног пута Страцин-Кратово, односно од магистралног пута Куманово-Крива Паланка.
Састављен је од андезитских игнимбрита и туфова горњомиоцене до доњоплиоцене старости (6-10 милиона година), који су због своје чврстине и јаче отпорности, у односу на околне стене, заостали да штрче у рељефу. У околини Цоцевог камена заступљени су и горњоеоцени слабо везани седименти, делувијални и речни наноси. Пре око 150 000 година, стена је водама Врлеја сукцесивно почела  да се открива у рељефу, када је ниво речне терасе износио 60–70 m. Већ пре 50 000 година створена је речна тераса од 30 m, а део стене (до нивоа доњег супстрата) био је изнад речног корита. То значи да су од тог периода (средњи палеолит) до данас постојали услови за њено насељавање. Пре око 20 000-12 000 година (крај Вирма, што се поклапа са крајем касног палеолита), када је Врлеј усекао речну терасу од 10 m, Цоцев камен је потпуно огољен у рељефу. Током холоцена интензитет ерозивних процеса и усецања Врлеја били су знатно бржи (око 0,8 mm/год), због повољније климе и антропогених утицаја кроз уништавање шума у сливу, посебно после XVI века.
Цоцев камен је свој данашњи облик почео да задобија током средњег палеолита, док савремени морфолошки изглед добија на прелазу из касног палеолита у мезолит, који се поклапа са почетком холоцена. Од Х века, а посебно после XVI века, његова околина постаје скоро потпуно деградирана због прекомерног и скоро потпуног уништавања шума (услед топљења руде, проширења пашњака, продаје дрвне масе итд.). У први план избијају процеси прекомерне ерозије, који деградирају земљиште и површинске воде, доводе до појаве суша, повремених поплава и засипања муљем. Ово драстично погоршава услове живота у околини Цоцевог камена, који се нису поправили до данас.